# Exército Insurreto Ucraniano
O Exército Insurreto Ucraniano (ou Exército Insurgente da Ucrânia) (em ucraniano Українська повстанська армія, Ukrayins’ka povstans’ka armiya, UPA) era um movimento de libertação nacionalista ucraniano na forma da organização militar, formada inicialmente na região da Volínia (Noroeste da Ucrânia) em 1941. O objetivo principal da UPA era a proteção dos interesses nacionais das populações ucranianas. UPA era o braço militar da Organização dos Nacionalistas Ucranianos, a OUN. Foi fundada em 1941 após a conquista da Ucrânia pela Alemanha Nazista após a Operação Barbarossa. Stepan Bandera, líder da OUN, havia aproveitado a expulsão da União Soviética para declarar e criar um estado ucraniano independente unido e mono-étnico alinhado com a Alemanha que compassaria a Ucrânia, Bielorrússia e partes da Polônia. Entretanto, a liderança alemã estava desinteressada em estabelecer um estado colaboracionista independente e suprimiu a liderança da OUN, que criou a UPA como resposta.
Enquanto os alemães controlavam as grandes cidades e estradas principais, uma área grande no interior da Ucrânia Ocidental ficou sob o controle da OUN que foi capaz de criar um "estado" paralelo com bases militares, hospitais e escolas, envolvendo dezenas de milhares de pessoas. A UPA servia como forma de proteger esse "estado".
Durante a sua existência, UPA lutou em variados frentes: contra a Alemanha Nazista, o exército clandestino polaco Armia Krajowa e principalmente contra as forças soviéticas, incluindo os Partisans Soviéticos, o Exército Vermelho, a NKVD e a SMERSH. A UPA tinha certos acordos com as forças nazistas para lutar contra os Partisans e os Poloneses, e após 1944 concentrou todos os seus esforços contra as forças soviéticas.
Para se diferir dos Partisans Soviéticos (o termo geralmente usado para descrever as forças clandestinas soviéticas), os membros da UPA usavam o termo ucraniano de "Povstantsi" (insurgentes).
Depois da II Guerra Mundial, a UPA continuava lutar ativamente contra a Polónia até 1947 e contra a União Soviética até 1949. Posições da UPA foram particularmente fortes nos Montes Cárpatos e na Volínia – Ucrânia Ocidental. A UPA não conseguiu obter uma ajuda significativa do Ocidente, a sua força residiu na ajuda e suporte das populações ucranianas da Ucrânia Ocidental. Algumas poucas guerrilhas duraram até 1956.

## Organização do UPA

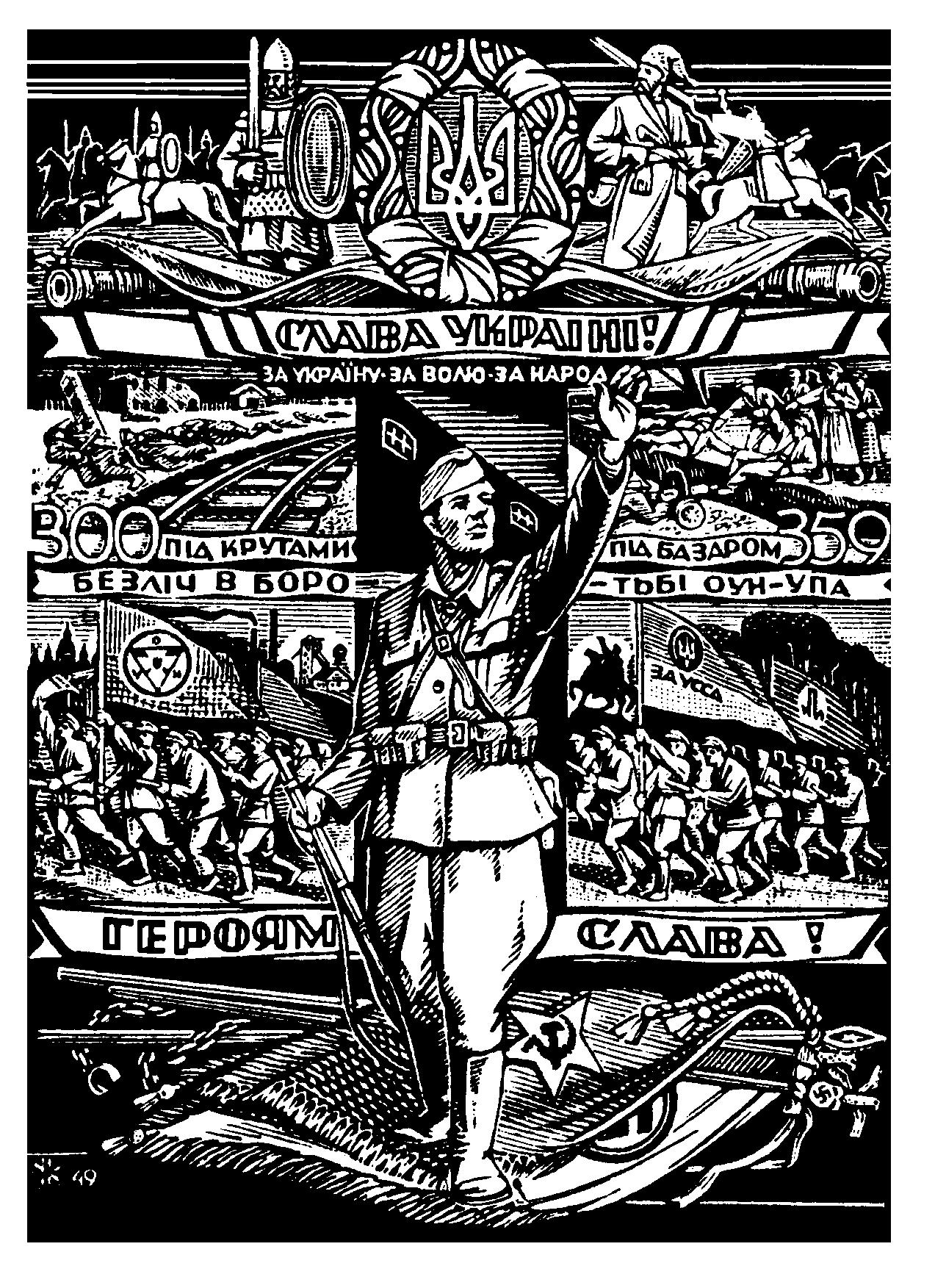
Cartaz de propaganda da UPA

A estrutura táctica do UPA tinha apoio da OUN e era uma rede clandestina altamente sofisticada e centralizada. UPA era responsável pelas operações militares e OUN tinha responsabilidades administrativas; cada uma das organizações tinha a sua própria hierarquia do comando. Seis principais departamentos eram: militar, político, serviço secreto (SB), mobilização, fornecimentos e a Cruz Vermelha Ucraniana. Houve a clivagem entre os dirigentes da OUN e UPA e os líderes locais da OUN e do UPA eram frequentemente as mesmas pessoas. Os métodos organizacionais eram adoptados dos militares da Alemanha, Polónia e URSS, enquanto os militantes do UPA eram treinados na base do manual modificado do Exército Vermelho. As unidades maiores do UPA, Kurins, tinham cerca de 500 – 700 soldados, equivalentes ao batalhões no exército regular e as unidades menores, Riys (literalmente colmeia), com 8-10 soldados, equivalente a companhias.  Ocasionalmente e particularmente na Volyn, durante algumas operações maiores três ou mais Kurins formavam Zahin ou Brigada.
Em Novembro de 1943, UPA adoptou uma nova estrutura, criando o Estado – Maior a três áreas territoriais do comando: UPA – Ocidente, UPA – Norte e UPA - Sul. Três escolas militares para os oficiais do baixo patente foram estabelecidas durante esta reestruturação.
Estima-se que cerca de 60% dos membros do UPA eram camponeses de posses baixas ou médias, 20 – 25% trabalhadores (das indústrias rurais) e 15% eram intelectuais (estudantes, profissionais liberais urbanos). Este último grupo providenciava grande quantidade dos oficiais e altos patentes do UPA.  60% membros do UPA eram da Galícia e 30% da Volínia e Polésia.
Nos fins de 1943 e início de 1944, UPA controlava grande parte do território da Volínia, fora das principais cidades. Avaliação do número dos combatentes do UPA varia consoante as fontes. O Abwehr alemão estimava em Novembro de 1943 o número dos combatentes do UPA em 20.000 soldados; outros estimavam este número em 50 000.  No Verão de 1944 o número dos combatentes do UPA era estimado em 200 000 soldados.

## Formação do UPA

### 1941

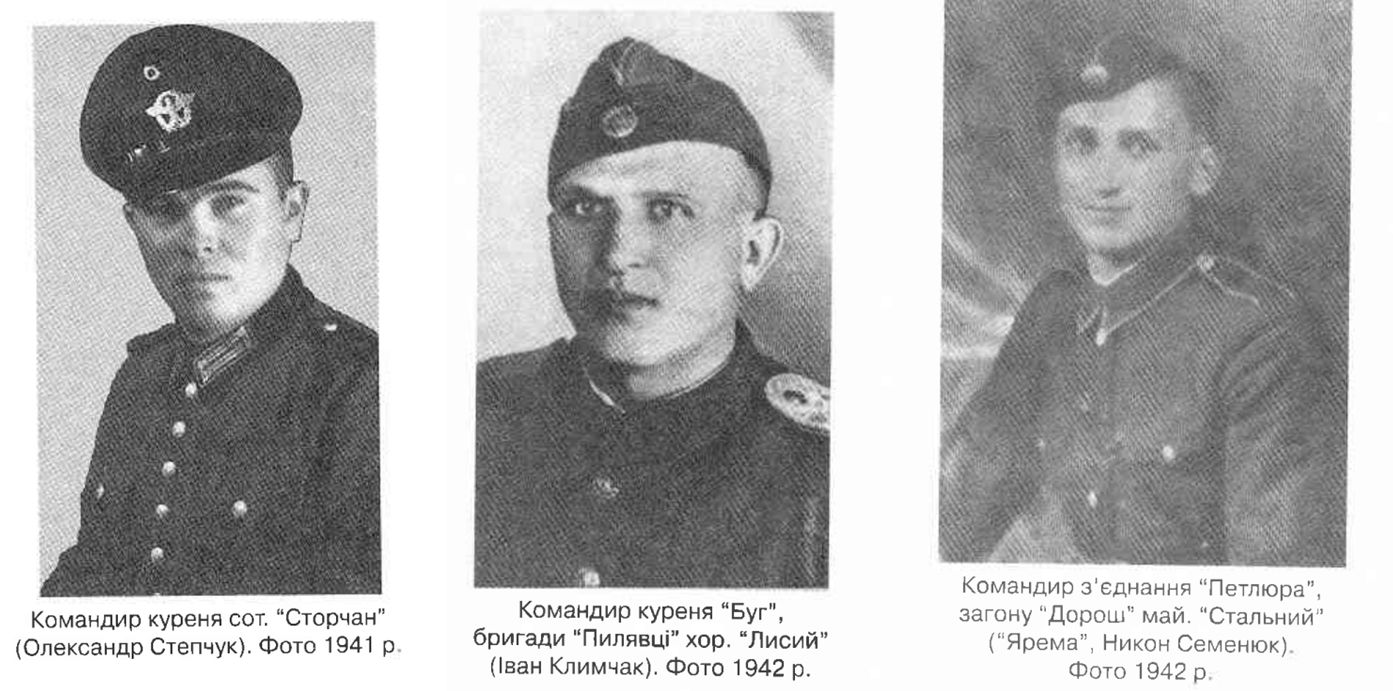
Comandantes da UPA da esquerda para a direita: Oleksandr Stepchuk, Ivan Klimchak, Nikon Semeniuk 1941–1942

Em um memorando de 14 de agosto de 1941, o OUN (B) propôs aos alemães criar um Exército Ucraniano  "que irá unir com o exército alemão ... até [nossa] vitória final", em troca do reconhecimento alemão de um estado independente ucraniano aliado.
No início do Outubro de 1941, durante a 1ª Conferência da OUN (B) foram delineadas seguintes estratégias: parcialmente organização passou para a clandestinidade, para evitar os conflitos com os alemães. OUN (B) também absteve-se das actividades da propaganda aberta anti – alemã. Ao mesmo tempo a OUN tentava infiltrar os seus membros e criar a rede clandestina na Polícia Auxiliar alemã.
Nos finais de Novembro de 1941, os alemães desencadearam uma vaga das repressões especificamente contra os membros do OUN (B) nos territórios do Reichskommissariat Ukraine. Embora a maioria dos membros capturados e posteriormente fuzilados pelos alemães em Kiev pertenciam à ala denominada OUN (M).

### 1942
Na segunda conferência da OUN(B) em Abril de 1942 as suas políticas foram definidas em termos: "criação, fortalecimento e desenvolvimento das forças ucranianas políticas e futuramente militares", "acção contra os partisanes e actividades apoiadas pelo Moscovo". Alvo primário eram "partisanes" soviéticos, política alemã também era criticada. Em Dezembro de 1942, na "Conferência Militar da OUN(B)" nas arredores de Lviv, foi adoptada a política da criação acelerada e estabelecimento das forças armadas da OUN(B). No dia 30 de Maio de 1947 o Conselho Superior da Libertação da Ucrânia (Головна Визвольна Рада) adoptou a data de  14 de Outubro de 1942 como a data oficial da criação do UPA.

## UPA e a guerra contra a Alemanha

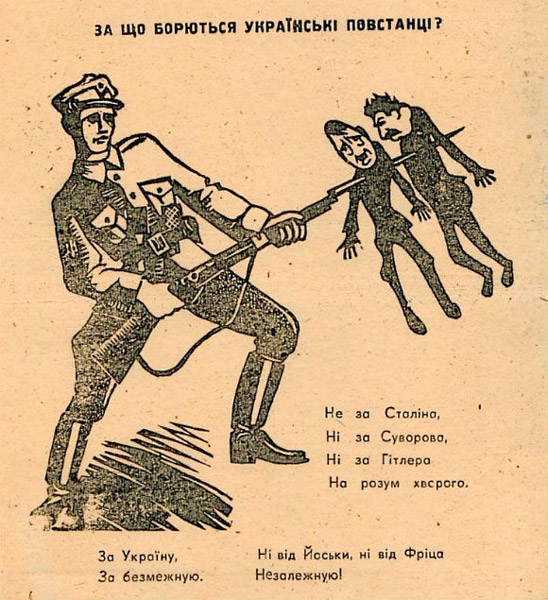
Cartão-postal de propaganda da UPP contra a Alemanha Nazista e União Soviética. O cartão diz: "Não a Yoska (Joseph Stalin), não a Fritz (Hitler)"

A Terceira Conferência da Organização dos Nacionalistas Ucranianos, que teve o lugar entre 17 e 21 de fevereiro de 1943 na cidade de Lviv, adoptou a decisão de começar a guerra aberta conta a Alemanha Nazi. Antes disso, a proposta da facção era uma unidade com a Alemanha para uma nova ordem na região. (as forças da OUN já tinham atacado as tropas alemãs no dia 7 de fevereiro do mesmo ano).  A liderança de OUN (B) emitiu a instrução secreta dirigida aos seus membros, que se infiltraram na polícia auxiliar alemã em 1941 – 42, para desertarem com o seu armamento e se juntarem ao UPA. O número dos soldados treinados pelos alemães que desertaram para o UPA é estimado em 400 – 500 homens.  Inicialmente, as formações militares da OUN, sob a responsabilidade da liderança do Stepan Bandera, se chamavam "serviço de segurança da OUN", mas após o Abril de 1943, o nome de "Ukrainska Povstanska Armiya" (UPA), foi adoptado como a denominação oficial.
Sob a ocupação alemã, UPA conduziu centenas de ataques contra as estações da polícia alemã e contra as colunas militares germânicas. Na região de Zhytomyr, a guerrilha ucraniana, controlava cerca de 80% da floresta e cerca de 60% das empresas agrícolas, na avaliação feita pelo Comissário – Geral alemão Leyser. UPA era capaz de mandar os pequenos grupos de reconhecimento até as regiões mais profundas do Leste da Ucrânia.
De acordo com o general alemão Ernst Kostring, combatente da Frente Leste, os combatentes do UPA lutavam "quase exclusivamente contra a administração alemã, polícia alemã e SS, na tentativa de estabelecer a Ucrânia independente, não controlada nem por Moscovo, nem pela Alemanha".
De acordo com as fontes do OUN/UPA, no dia 12 de maio de 1943 os alemães atacaram a cidade de Kolki, usando várias divisões da SS (as unidades da SS operavam conjuntamente com o exército alemão, tendo a responsabilidade da inteligência, segurança, acções policiais e exterminação em massa), resultando em baixas pesadas quer para os alemães, quer para UPA.
Em junho de 1943 as SS alemãs e as forças policiais sob o comando do especialista da guerra anti – guerrilha General von dem Bach-Zalewski, tentaram destruir a frente UPA – Norte em Volyn, durante a operação "BB" (Bandenbekämpfung). Erich von dem Bach-Zalewski foi escolhido pelo Himmler para destruir UPA nesta operação.
De acordo com as estimativas do UPA/OUN(B), durante a operação "BB", Bach-Zalewski dispunha de uma força de 10 batalhões motorizados da SS, armados com a artilharia pesada, 10 000 membros da polícia alemã e polaca, 2 regimentos do exército húngaro e três batalhões dos cossacos russos, recrutados entre os prisioneiros da guerra soviéticos, 50 tanques, 27 aviões e 5 comboios blindados.  No mês de Agosto, a operação fracassou por completo. No dia 19 – 20 de Agosto, UPA tomou o controlo da cidade de Kamin Koshyrsky, capturando grande quantidade de armas e munições. Como resultado do seu falhanço na operação, o general Bach-Zalewski foi retirado do comando.
O UPA lutou em duas frentes: quer contra os alemães, quer contra os soviéticos (também contra os partisanes soviéticos), limitando, de certa maneira, as actividades alemãs na Frente Leste. Assim, as tropas alemãs eram obrigadas a manter cerca de 500 000 homens na Ucrânia Ocidental, não conseguindo obter daqueles territórios ucranianos, os benefícios económicos por si desejáveis.
Testemunhando perante as autoridades americanas em 1948, o Comité dos antigos comandantes alemães da Frente Leste, declarou que: "o movimento nacionalista ucraniano formou o movimento guerrilheiro mais forte do Leste, superado apenas por comunistas russos".

## UPA e a guerra contra a União Soviética

### Sob ocupação alemã
Nos finais de 1943, os partisanes soviéticos do líder Sydir Kovpak formaram um exército forte de milhares de homens tentando penetrar nos Montes Cárpatos. Atacados pela aviação e infantaria alemã dividiram-se em grupos pequenos, que foram fortemente atacados pelo UPA nos Montes Cárpatos, alguns destruídos por completo.
Em 1944 o famoso espião soviético Nikolai Kuznetsov foi capturado e executado pelos membros do UPA, por ser confundido como oficial do Wehrmacht.

### Primavera de 1945 – finais de 1946
Depois da Alemanha Nazi capitular em Maio de 1945, as autoridades soviéticas decidiram atacar em força os insurgentes na Ucrânia e nos Estados Bálticos. Os habitantes das áreas com forte presença do UPA eram deportados. As estimativas variam, números oficiais soviéticos referem-se que entre 1944 e 1952 um número de 182 543 pessoas até 500 000. Prisões em massa dos suspeitos de pertencer à rede informativa do UPA e membros das suas famílias produziu cerca de 250 000 prisões entre fevereiro de 1944 e maio de 1946 na Ucrânia Ocidental.
UPA respondia ao terror soviético com o sua própria repressão contra activistas soviéticos, colaboradores do regime e suas famílias. Este serviço particular era conduzido pelo Sluzhba Bezbeky (SB), serviço da contra – inteligência do UPA. Para evitar as repressões soviéticas, UPA parou com as práticas de execuções dos familiares dos colaboradores soviéticos nos meados de 1945.

### O fim do UPA (1947 – 1955)
No dia 30 de maio de 1947 o comandante do UPA Roman Shukhevych emitiu instruções para juntar as forças da OUN e do UPA na sua guerra clandestina. Em 1947 – 1948 a resistência do UPA era enfraquecida ao ponto de permitir aos Soviéticos a implantação em larga escala da colectivização na Ucrânia Ocidental.
No dia 3 de setembro de 1949 Roman Shukhevych emitiu a ordem para liquidar as unidades do UPA e integrar o pessoal do UPA na rede clandestina da OUN (B). Em novembro de 1948 os soviéticos tiveram duas vitórias importantes sobre UPA: assassinatos da maioria dos líderes da rede clandestina do UPA na Ucrânia Ocidental e eliminação do "Myron", chefe do serviço da contra – inteligência do UPA, a unidade de SB.
Em 1951 o chefe das operações secretas da CIA Frank Wisner estimava que cerca de 35 000 polícias soviéticos e líderes comunistas foram eliminados pelos guerrilheiros afiliados na UPA no período a partir do fim da II Guerra Mundial.
As fontes soviéticas estimam que no período entre 1944 e 1953 "nacionalistas ucranianos" foram responsáveis pela morte das 30 676 pessoas: 687 colaboradores do NKGB – MGB; 1.864 colaboradores do NKVD – MVD, 3.199 do Exército Soviético, guarda – fronteiras e tropas do NKVD – MVD; 241 líderes comunistas; 205 líderes do komsomol e 2 590 pessoas das unidades de auto – defesa ("strybky"). Soviéticos também estimam que UPA liquidou cerca de 15 355 civis e membros das comunas colectivas, os kolkhozes.  Arquivos soviéticos reportam que entre fevereiro de 1944 e Janeiro de 1946 as forças soviéticas realizaram 39 778 operações contra UPA, durante quais eles mataram total de 103 313 pessoas e capturaram 8 370 membros da OUN e 15 959 insurgentes activos.

## Armamento do UPA

Diagrama de um uniforme de comandante da UPA

Normalmente UPA usava armamento ligeiro soviético ou alemão. Em 1943 – 44 durante grandes operações guerrilheiros usavam a artilharia e até tanques.

## UPA e infiltrações soviéticas
Desde início de 1944 os soviéticos começaram a guerra de propaganda contra UPA, que concentrava-se na desacreditação e divisão do movimento de libertação ucraniano. Propaganda soviética centrava-se nos alegados crimes dos "nacionalistas germano – ucranianos" e a sua colaboração com "invasores fascistas".
Desde 1944 até os anos 1950, contra UPA combatiam Exército Vermelho e SMERSH, depois estas funções passaram para NKVD.
Em 1944 – 1945 NKVD executou 26.693 operações contra a guerrilha ucraniana. Em resultado 22.474 guerrilheiros foram mortos e outros 62,142 capturados. NKVD formou dos antigos partisanes soviéticos os grupos especiais de extermínio (spetshrupy). O seu alvo principal era desacreditar e desorganizar OUN e UPA. Em Agosto de 1944 Sydir Kovpak colaborava activamente com o NKVD. Passando-se pelos guerrilheiros do UPA estes grupos usavam a violência extrema contra as populações civis da Ucrânia Ocidental. Em Junho de 1945 havia 156 grupos deste tipo com 1783 membros.
Entre Dezembro de 1945 e Dezembro de 1946 foram executadas 15 562 operações que permitiram matar 4 200 e capturar 9 400 guerrilheiros. Entre 1944 e 1953 soviéticos mataram 153 000 e capturaram 134 000 membros do UPA. 66 000 famílias (204 000 pessoas) foram deportadas para a Sibéria e meio milhão de pessoas sofreram de repressão. Durante a Operação Wisła, as autoridades polacas deportaram 450 000 ucranianos do território da República Popular da Polónia.

## Actualidade

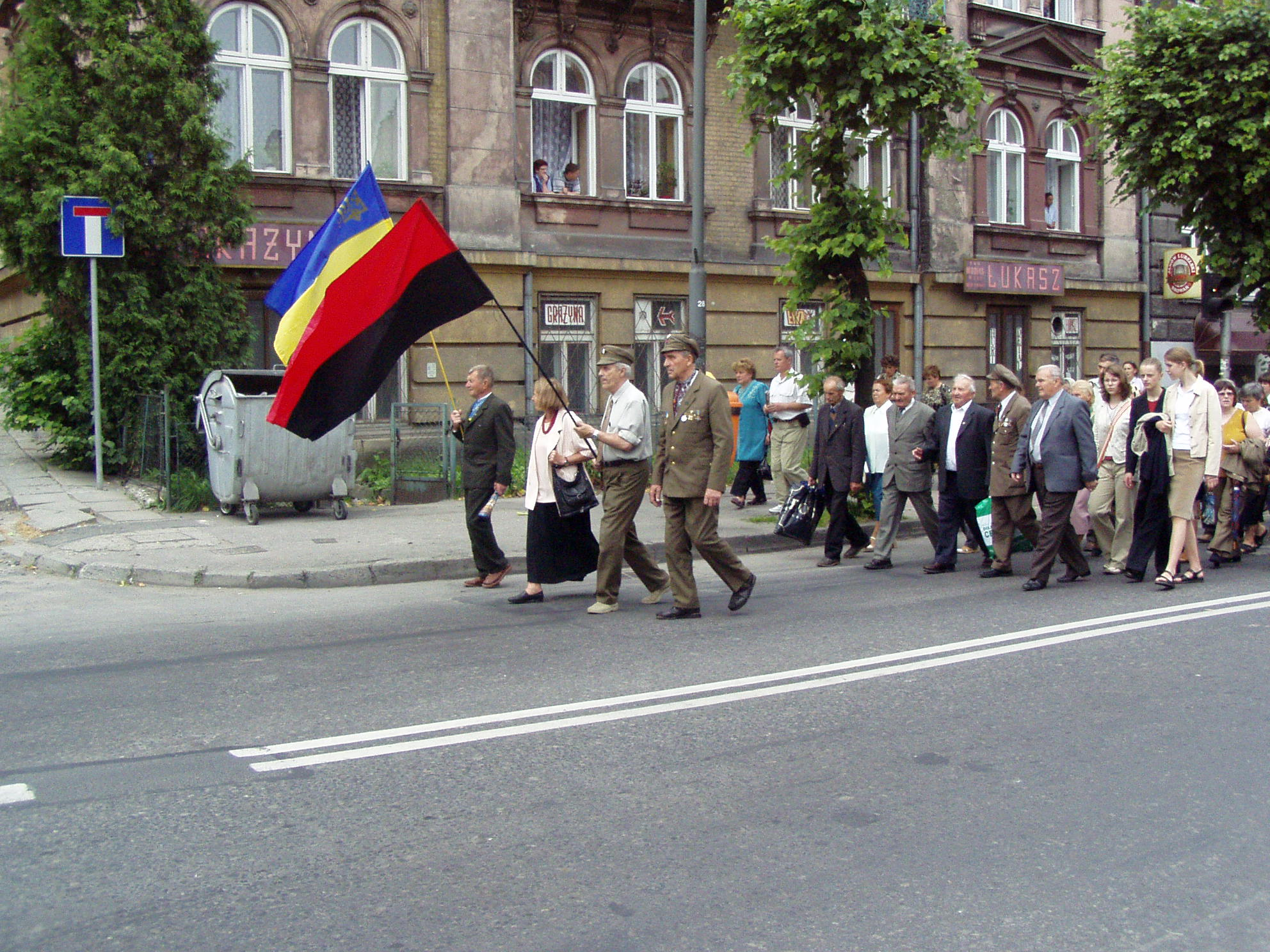
Marcha dos veteranos da UPP em 2007 em Przemyśl na Polônia

Na União Soviética UPA era apelidada apenas de organização terrorista. Após a Independência da Ucrânia em 1991 começaram surgir debates para reconhecer UPA como a parte combatente na II G.M. Os veteranos do UPA regularmente organizam paradas, especialmente na Ucrânia Ocidental. Isso enfurece os veteranos do Exército Soviético e políticos ucranianos alinhados com Moscovo. Governo da Rússia reage sempre negativamente ao qualquer tentativa de reabilitar os combatentes do UPA.
Apesar dos esforços do Presidente da Ucrânia Viktor Yushchenko para a reconciliação, os progressos nesta área são bastante moderados. Em 2007, Presidente Yushchenko condecorou com o título "Herói da Ucrânia", ao título póstumo, o comandante do UPA Roman Shukhevych.

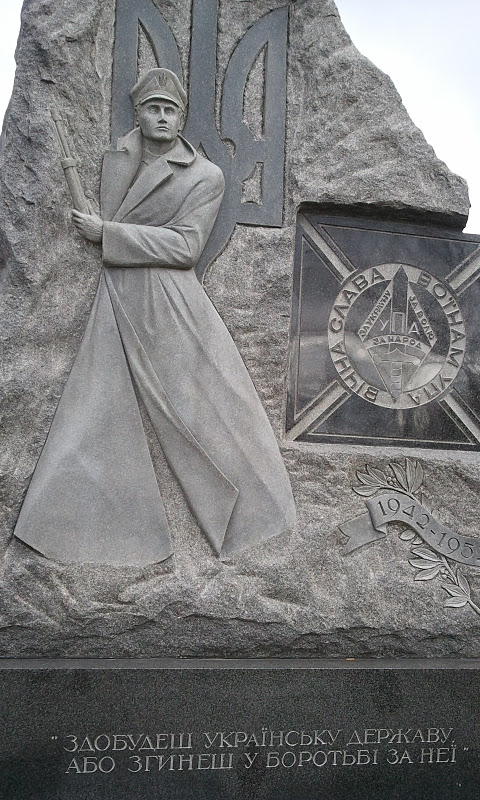
Monumento aos veteranos da UPA no Cemitério St. Volodymyr, Oakville (Ontário), Canadá

Recentemente, foram feitas as primeiras tentativas de reconciliação entre veteranos do Armia Krajowa e UPA, quer na Polónia, quer na Ucrânia. Polacos concordaram em restaurar as campas e cemitérios dos guerrilheiros do UPA, que estão sepultados no território da Polónia.
Nos finais de 2006 a administração da cidade de Lviv anunciou a futura translação dos restos mortais do Stepan Bandera, Yevhen Konovalets, Andriy Melnyk e outros líderes principais da OUN/UPA para uma área especial do cemitério de Lychakivskiy dedicada aos heróis da Ucrânia.
Em 10 de Janeiro de 2008 Presidente da Ucrânia, Viktor Yushchenko submeteu a proposta da Lei "Estatuto oficial dos Combatentes da Independência da Ucrânia dos anos 1920 – 90 do século XX". A proposta abrange as pessoas que militavam nas actividades políticas, operações guerrilheiras, clandestinas ou militares à favor da Independência da Ucrânia entre 1920-1990 nas fileiras de:
- Organização Militar Ucraniana (UVO)
- Karpatska Sich
- OUN
- UPA
- Conselho Supremo da Libertação Nacional,

Assim como as pessoas que ajudaram à estas organizações e devem ser considerados como veteranos da guerra.
Em 2007, o Serviço de Segurança da Ucrânia (SBU) criou um grupo de trabalho especial para estudar os documentos dos arquivos sobre as actividades da Organização dos Nacionalistas Ucranianos (OUN) e Exército Insurgente da Ucrânia (UPA) para tornar públicos documentos originais.

## Livros e artigos
- Subtelny, Orest (1988). Ukraine: A History. University of Toronto Press. Toronto: [s.n.] ISBN 0-8020-5808-6
- Davies, Norman (2005). God's playground: a history of Poland: in two volumes, Vol. 2, Chapter 19. Oxford University Press. Oxford, New York: [s.n.] ISBN 0-19-925340-4
- (em polonês) Sowa, Andrzej (1998). Stosunki polsko-ukraińskie 1939-1947. Kraków: [s.n.]
- (em polonês) Motyka, Grzegorz (2006). Ukraińska partyzantka 1942-1960. ISP PAN / RYTM. Warszawa: [s.n.]
- (em ucraniano) УПА розпочинає активні протинімецькі дії (UPA Começa as actividades anti – alemães) (Pelos materiais do grupo de trabalho dos historiadores do Instituto da História da Academia das Ciências da Ucrânia, chefiada pelo Professor Stanislav Kulchitskiy)
- Documentos da reconciliação Polaco - Ucraniana
- The Organization of Ukrainian Nationalists the Ukrainian Insurgent Army and the Nazi Genocide in Ukraine